# Gloria Loring
Gloria Loring-Lagler, nata Gloria Jean Goff (New York City, 10 dicembre 1946), è un'attrice e cantante statunitense, nota maggiormente per il ruolo di Liz Chandler nella soap Il tempo della nostra vita. Assieme a Carl Anderson canta Friends and Lovers che nel 1986 raggiunge la posizione numero 2 nella Billboard Hot 100.

## Biografia
Per decenni, Gloria Loring ha registrato canzoni ed è andata in tour. La sua versatile voce da cantante l'ha resa una leggenda nella musica pop. La sua carriera inizia all'età di 14 anni, quando canta con il gruppo folk Those Four. Nel 1968 pubblica il suo primo album, Today, per la MGM Records. Continua a esibirsi in diversi varietà, talk show e programmi televisivi fino ad arrivare agli Emmy e agli Oscar.
Nel 1970, Loring sposa la star televisiva Alan Thicke: dal matrimonio nascono i due figli Brennan e Robin, prima del divorzio avvenuto nel 1983. Mentre i bambini sono giovani, Loring spende molto del suo tempo nello scrivere canzoni, incluse le sigle di alcuni programmi televisivi, come quella de L'albero delle mele. What've You Got to Lose, co-scritta assieme ad Eric Kaz, è inclusa nel film I ragazzi del Max's bar (1980). Nel 1979 è diagnosticato il diabete mellito di tipo-1 al figlio Brennan: Loring s'impegna a raccogliere fondi per la ricerca sul diabete scrivendo il libro Days Of Our Lives Celebrity Cookbook. Il libro, assieme al suo album A Shot in the Dark, riscontra un buon successo e negli anni successivi Gloria Loring continua a impegnarsi nelle iniziative benefiche e a scrivere libri sul diabete, pubblicando Kids, Food and Diabetes, Parenting a Child with Diabetes e Living with Type 2 Diabetes: Moving Past the Fear.
Parallelamente alla sua carriera musicale, Loring decide di continuare quella da attrice e nel 1980 la NBC la scrittura per la soap opera Il tempo della nostra vita. Loring resta nella serie fino al 1986 per poi tornare brevemente nel 2024. La sua canzone Friends and Lovers, cantata assieme a Carl Anderson, è eseguita nella soap e diviene un grande successo.
Dal 1988 al 1993 è sposata con l'attore Christopher Beaumont e dal 1994 è sposata con René Lagler.

## Filmografia

### Televisione
- Il tempo della nostra vita - soap opera (1980-1986, 2024)
- La signora in giallo (Murder, She Wrote) – serie TV, episodio 5x10 (1989)

## Discografia

### Album
- 1968 - Today
- 1969 - ... And Now We Come to Distance
- 1972 - Sing a Sing for the Mountain
- 1984 - A Shot in the Dark
- 1986 - Gloria Loring
- 1988 - Full Moon / No Esitation
- 1994 - Is There Anybody Out There?
- 1999 - Turn the Page
- 2001 - By Request
- 2002 - Friends & Lovers
- 2003 - You Make It Christmas